# Còlit de Seebohm
El còlit de Seebohm (Oenanthe seebohmi) és una espècie d'ocell de la família dels muscicàpids (Muscicapidae). Nia a la regió del Magrib, al nord d'Àfrica i hiverna al Sahel occidental. Anteriorment es considerava una subespècie del blat del còlit gris (O. oenanthe) com O. o. seebohmi, però va ser reclassificat com a espècie diferent pel COI el 2021. El seu estat de conservació es considera de risc mínim.
El nom específic de Seebohm fa referència a Henry Seebohm (1832-1895), ornitòleg i viatger britànic.